# Yvette Cauquil-Prince

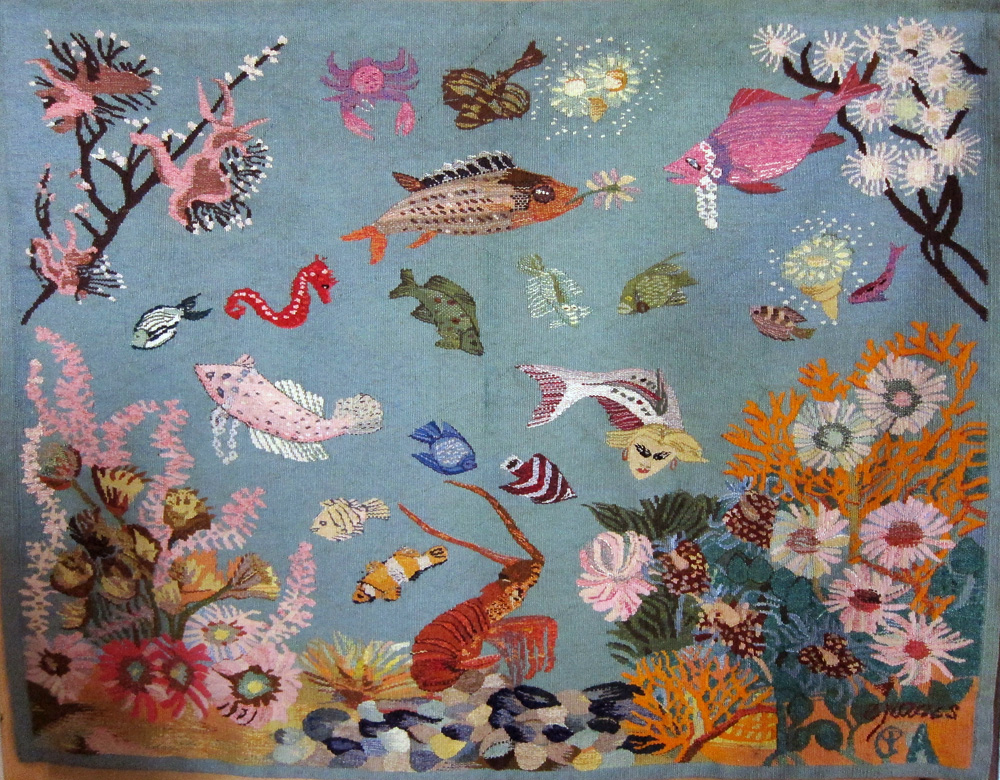
Les Poissons enchantés, atelier d'Yvette Cauquil-Prince, 1968.

Yvette Cauquil-Prince, née le 10 juillet 1928 à Dampremy (Belgique) et morte le 1er août 2005 à Tresques (Gard), est une artiste-peintre  belge, maître-d'œuvre en tapisserie et lissière. Elle est célèbre pour la création de tapisseries d'Art contemporain en collaboration étroite avec le peintre et graveur Marc Chagall.

## Biographie
Yvette Julia Prince, née le 10 juillet 1928 à Dampremy en Belgique, est la fille de Fernand Prince, ingénieur, et de Foedora Houssière, enseignante. Elle épouse en premières noces Émile Hecq, artiste-peintre, avec qui elle a un fils, Darius Hecq (artiste peintre né à Charleroi en 1950), et, en secondes, Guy Cauquil, psychiatre, le 18 mars 1961. 
Elle fait des études secondaires au lycée de Charleroi puis de peinture à l'Académie Royale des Beaux-Arts de Mons. Elle est au départ artiste-peintre et dessinatrice. Elle s'installe d'abord à Paris puis dans l'Île de Ré où son mari a acquis une ruine dans le village de Loix pour la restaurer en résidence-atelier et pour y vivre de 1950 à 1953. 
Après la fin de son premier mariage, elle rencontre les peintres Pierre Wemaëre et Asger Jorn qui l'orientent vers le métier de lissier. C'est ainsi qu'en 1959, elle ouvre son premier atelier de basse-lisse dans le quartier du Marais à Paris où étaient disposés ses métiers à tisser. De 1959 à 1961, elle met ses compétences de lissière au service de ces deux artistes. Admiratrice des tissus coptes et des grandes tapisseries flamandes, elle redécouvre patiemment leurs secrets en inventant son propre alphabet de couleurs et de tons. Pour ce faire, elle visitait souvent le Musée de Cluny et le Musée des Arts décoratifs de Paris.   
Dans les années 1960, elle participe ainsi au renouveau de la tapisserie. À partir de 1961, elle se met au service des artistes spécialistes de l'Art contemporain Pablo Picasso, Vassily Kandinsky, Georges Braque, Max Ernst, Niki de Saint Phalle, Alexander Calder, Émile Hecq, etc. En 1964, Madeleine Malraux présente Yvette Cauquil-Prince à Marc Chagall et une étroite collaboration va s'instaurer entre les deux artistes. Elle réalisera ainsi pendant deux décennies une quarantaine de tapisserie d'après l'œuvre de Marc Chagall. 
En 1972, elle ouvre un nouvel atelier en Corse dirigé par son fils Darius Hecq-Cauquil. 
Elle a présenté ses œuvres dans le monde entier. En 1968, elle présente notamment ses tapisseries à la saison d'hiver pour le 10e anniversaire du Palais des Beaux-Arts de Charleroi. En 1969, elle produit des tapisseries pour la Knesset à Jérusalem. En avril 1992, les tapisseries d'Yvette Cauquil-Prince réalisées sur base des cartons de Marc Chagall sont exposées à Tampere en Finlande. 

## Sélection d'œuvres
- La Famille d'Arlequin, d'après une œuvre de Marc Chagall, 1966.
- Spirale, laine, d'après une œuvre d'Alexander Calder.
- Graffiti I, d'après Brassaï, exposition de New York, 1968.
- L'Écuyère au cheval rouge, laine, d'après une œuvre de Marc Chagall, 1970.
- Graffiti II, Biennale de Lausanne, 1971.
- Moïse, laine, d'après Marc Chagall, 1973.
- Nature au coucher du soleil, laine, d'après Max Ernst, 1975.
- Minotauromachy, d'après Pablo Picasso, 1982.
- Le Coq rouge, d'après Marc Chagall, 1991.
- La Paix, d'après Marc Chagall, 1994 ; sa plus grande tapisserie (32,80 m2), réalisée pour la chapelle des Cordeliers, à Sarrebourg (Moselle) au Musée du pays de Sarrebourg.

## Expositions

### Expositions personnelles
- 1971, Galerie Verrière, Paris, France
- 1975, Chapelle des Cordeliers, Sarrebourg, France
- 1976, Exposition Marc Chagall, Hongrie et Pologne
- 1976, Exposition Max Ernst, Arles, France
- 1976, Exposition Max Ernst, USA
- 1976, Exposition Max Ernst, Palais des Beaux-Arts, Bruxelles, Belgique
- 1976, Exposition Max Ernst, Arts Center Museum, Philadelphia, PA
- 1976, Exposition Max Ernst, Art Center, Milwaukee, WI
- 1976, Exposition Max Ernst, Art Center Museum, Los Angeles, CA
- 1976, Galerie Dario Boccara, Paris, France
- 1979, Musée de Heidelberg, Allemagne
- 1979, Musée de Céret, Catalogne, France
- 1981, Centre Teschigahara, Tokyo, Japon
- 1983, Abbaye de l'Epau, France
- 1985, Musé de l'Athénée, Genève, Suisse
- 1991, Musée de Heidelberg, Allemagne
- 1992, Exposition Yvette Cauquil-Prince, Tampere, Finlande
- 1993, Exposition Yvette Cauquil-Prince, Veruela Abbey, Espagne
- 1993, Exposition Yvette Cauquil-Prince, Saragosse, Espagne
- 1994, Inauguration of Chagall tapestry La Paix, Sarrebourg, France
- 1996, Three Japanese Museums, Musée Mercéan à Kannùzuwa[6]
- 1996, Exposition Yvette Cauquil-Prince, Marseille, France
- 1997, Exposition Yvette Cauquil-Prince, Musée de Liège, Belgique
- 1997, Musée du Mans, France
- 1998, Heidelberg, Allemagne
- 1998, New York, NY
- 1998, Minsk, Belarus
- 2005, Musée du Pays de Sarrebourg, France

### Expositions de groupe
- 1971, Biennale de Lausanne, Suisse
- 1972, Museum of Edinburgh, Écosse
- 1973, Palais des Beaux-Arts, Charleroi, Belgique
- 1975, Exposition Paul Klee, Galerie Flinker, Paris, France
- 1975, Biennale de Menton, France
- 1976, Musée des Arts Décoratifs, Paris, France
- 1977, Exposition Marc Chagall, Tokyo, Kyoto, Nagoya, Kumamoto, Japon
- 1980–1981, Musée de l'Ordre de la Libération, Paris, France
- 1986, Tokyo, Osaka, Yokohama, Kyoto, Japon
- 1992, Exposition Marc Chagall, Barcelone, Espagne
- 1992, Exposition Marc Chagall, Mexico City, Mexique
- 1995, Exposition Marc Chagall, Linz, Autriche
- 1995, Exposition Marc Chagall, Saint-Paul-de-Vence and Nice-Cimiez, France
- 1996, Rétrospective au Japon
- 2000, Exposition Chagall, Johannesburg et Cape Town, Afrique du Sud
- 2000, Exposition Chagall, Minsk, Belarus
- 2004, Jewish Museum, Francfort (Chagall), Allemagne

## Hommage et distinction
En 2017, une exposition rétrospective lui est consacrée au Musée du pays de Sarrebourg.
La distinction suivante lui a été attribuée :
- Chevalier de l'ordre national du Mérite (France) en 1977.